# 二十年後
『二十年後』（にじゅうねんご、仏: Vingt ans après）は、アレクサンドル・デュマ・ペールによるフランスの連載小説。1845年刊行。
『ダルタニャン物語』三部作の第二部。第一部『三銃士』の続編、第三部『ブラジュロンヌ子爵』の前編に当たる。第一部『三銃士』から「二十年後」の時代の話になることから、題名がつけられた。ダルタニャンと三銃士（アトス、アラミス、ポルトスの3人）が、1648年-1649年のフランスとイギリスを股にかけて活躍する。史実の事件フロンドの乱とイングランド内戦を舞台にする。第一部から20年が経過しており、『三銃士』時点で20歳の青年であったダルタニャンも40歳の壮年になっている。

## あらすじ
物語は『三銃士』より二十年後の1648年から始まる。
フランス王国はルイ13世が崩御し、ルイ14世の治下になっていた。国王ルイ14世はまだ幼く、太后アンヌ・ドートリッシュが摂政となり、枢機卿リシュリューの後を継いだイタリア人宰相マザラン枢機卿が実権を握っていた。
その頃、フランスでは、大貴族と高等法院が度重なる重税に喘ぐ民衆を味方につけて蜂起。フロンドの乱が起こり、王室転覆の危機となっていた。王宮は、怒号し投石する民衆に包囲され、マザランとアンヌ太后は周囲を敵に囲まれていた。味方の居ないマザランは、獄中のロシュフォール伯を仲間に引き入れようと画策するが失敗。ダルタニャンと三銃士の過去の活躍を聞き及び、銃士隊副隊長ダルタニャンに、アトス・アラミス・ポルトス行方を探すよう命じる。ダルタニャンは、かつての三銃士を探し始める。
最初に訪ねたのはアラミスで、アラミスは従者バザンと共にイエズス会の神父になっていた。しかしアラミスがフロンド派の中心人物ロングヴィル公爵夫人と密会しているところを目撃したダルタニャンは、アラミスはフロンド派であると予測をつけ、仲間に引き入れる事を、諦める。
次にポルトスを訪ねる。富豪の未亡人と結婚して莫大な遺産を手に入れ裕福な領主として悠々自適の暮らしをしていた大らかな巨人ポルトスは、爵位が無いことに引け目を感じていた。ダルタニャンは、男爵位を餌にポルトスを仲間に引き入れる。
次に尋ねたアトスは、ブロワの領地を相続し子息ラウルを愛情たっぷりに育てながら静かに暮らしていた。アトスはダルタニャンが訪ねてきた理由を早々に看破し、マザランを、卑しい守銭奴で盗っ人のイタリア人と評し、マザランの命令でこそこそ誘いに来たのかと諌める。アトスがアラミスと秘密の文通をしているのを目にしたダルタニャンは、アトスはフロンド派ではないかと疑惑を抱く。
アトスとアラミスを諦め、ポルトスのみを連れてマザランのもとに戻ったダルタニャンに、ボーフォール公爵の脱獄の知らせが入った。ダルタニャンは逮捕の役目を買って出ると、ポルトスと共にボーフォール公を追跡する。馬を何頭も潰しながら追いつき、その護衛の騎士と対決する事になるが、ボーフォール公の護衛はアトスとアラミスであった。アトス・アラミスはフロンド派であり、永遠の友情を誓い合った4銃士は敵味方に別れてしまう。4銃士は、後日再会することを約束した。そして約束の日。血気盛んなダルタニャンとアラミスが仲違いし、あわや決闘という事態になる。そこを最年長であるアトスが自ら武器を捨てると共に、アラミスにも武器を捨てさせ、仲直りする。そして、敵味方に別れはしても、かつての友情は永遠に変わらず、決して友の身体を剣で貫くことはないだろうと4銃士は誓い合うのだった。
その頃、海の向こうのイングランドでは清教徒革命の嵐が吹き荒れ内戦状態にあり、クロムウェル率いる反国王派(議会派)に対し国王チャールズ1世は不利な情勢にあった。イングランド王妃アンリエット・マリーはフランス宮廷に亡命していたが、マザランに冷遇されていた。しかし、アトスは貴族の義務として他国の王であっても王権には忠誠を尽くすべきと、アラミスと共にチャールズ1世に加勢すべく内戦中のイギリス・スコットランド国境へ向かった。
その旅の途中、モードントと出会う。モードントは前作でダルタニャンと三銃士が私刑により首を刎ねたミレディの遺児であり、チャールズ1世と伯父ウィンター卿によって地位や財産を剥奪され、今はクロムウェルの側近となっていた。モードントは母ミレディを処刑した者たちへの復讐を誓い、手始めにリールの首切り役人を血祭りにあげていた。アラミスは、船上からモードントを銃撃するがアトスがその銃に飛びついて狙いを逸らし、「母親を殺しただけで充分ではないか」と諭す。しかしモードントの哄笑はイングランドへ向かうアトスとアラミスの行く手に、不気味な影を落とした。
その頃、パリ市内では、市民軍が結成されバリケードが築かれ一触即発の空気となっており、マザランと太后アンヌ・ドートリッシュは、危険な状態に置かれていた。ダルタニャンとポルトスは獅子奮迅の働きで、奇策を使い無事に国王ルイ14世と太后とマザランを暴動寸前のパリからサン＝ジェルマン＝アン＝レーへ脱出させることに成功した。
時を同じくして、マザランの元へイングランドのクロムウェルからモードントを使者として、「フランスはイングランドに不可侵たれ」という密約の親書が届く。マザランは「フランスはクロムウェルの要求を飲み、チャールズ1世への援助を一切行なわない」と返答した密書をイングランドのクロムウェルへ届けるよう、ダルタニャン・ポルトスに命ずる。ダルタニャンとポルトスはアトスからの手紙で、モードントがミレディーの遺児だと正体を知るが、クロムウェルに密書を届けるため、不本意ながらモードントに同行することになる。
一方のイングランド。チャールズ1世の軍で国王の守護をしていたアトスとアラミスだが、味方スコットランド軍に裏切られ、四方をイギリス軍に囲まれ、国王とともに孤立してしまう。アトス・アラミスはチャールズ1世と血路を開いて脱出を試みるが、そこをモードント率いるクロムウェル軍に襲撃され、モードントに同行していたダルタニャンの捕虜になる。チャールズ1世の忠実な家臣ウィンター卿はモードントによって、殺された。
ダルタニャン・ポルトスは、隙を突いて捕虜アトス・アラミスを連れ出し脱出する。4人は、ロンドンへ護送されるチャールズ１世を救出する計画を立てる。が、あと一歩のところでモードントに見破られ、逃走。4人は変装してロンドンへ潜入した。
4人は、ロンドンで国王処刑のための断頭台を作る大工とその徒弟になりすまして脱出路を作り、首切り役人を誘拐して処刑日を延期しようとする。しかしモードントが、首切り役人の代役を名乗り出て、チャールズ1世は断頭台で処刑されてしまう。予想外の事態に断頭台の下でなすすべないアトスだったが、国王の最期の言葉で、王家の隠し財産のありかを教えられ、それをいつか息子チャールズ2世のために有効活用するよう遺言を残される。
ダルタニャンは、国王を処刑した覆面の男がモードントであることを突き止め、三銃士と共にモードントの隠れ家に押し入った。モードントは正々堂々と決闘で勝負をつけることを要求し、4人は受けて立つが、卑怯にもモードントは隠し通路を使ってまんまと逃げる。
4人は用意しておいた船でフランスへ脱出しようとする。しかし、クロムウェルとモードントは彼らの逃走路を予測し、船倉に積んだ火薬樽で爆殺する計画を企んでいた。しかし幸運にも従僕が船底の火薬樽に気づき、ダルタニャンと三銃士は艀に乗り移り、船から脱出した。ダルタニャンたちの脱出を知らないモードントは導火線に火をつけたが、気づいた時にはすでに遅く、船は英仏海峡の真っただ中で轟音とともに火柱を上げ吹き飛ぶ。だが悪運の強いモードントは爆破の中で海中に生き残り、ダルタニャン達の艀のそばで漂いながら助けを求めた。皆はそのまま見捨てるように言うが、アトスだけはモードントを引き上げる。しかしそれはモードントが母の敵を一人でも道連れにしようという最後のあがきであった。アトスとモードントは海中に沈むが、アトスはモードントを刺し殺す。海に漂うモードントの遺体を見て、アトスは「宿命が殺したのだ」と呟く。
フランスの港に着くと、ダルタニャンとポルトスは、アトス・アラミスと別れて、別ルートでパリへ向かうことにした。マザランの命を受けてクロムウェルの元へ派遣されながら、チャールズ1世救出に尽力したダルタニャンとポルトスは、アトスとアラミスよりも危険な身の上であった。
アトスとアラミスはパリへ無事につくが、ダルタニャンとポルトスが到着せず、アトスたちは、ダルタニャンとポルトスがマザランの手下に捕獲されたことを知った。アトスは交渉のため太后アンヌ・ドートリッシュの元へ向かった。アトスは、銃士時代の忠誠、ダイヤの飾り紐の一件を思い出させてダルタニャン・ポルトスを解放するように頼むが、太后は昔の話を蒸し返され不快になり、逆にアトスを逮捕させてしまう。マザランは、アトスを、ダルタニャン・ポルトス監禁中の自分の屋敷へ幽閉する。ポルトスの活躍で兵の制服を手に入れ脱獄に成功したダルタニャンは、マザランが隠し財産を屋敷の地下室に溜め込んでいることを発見し、マザランを捕虜にしてアトスと共に屋敷を出て、アラミスと合流する
ダルタニャンと三銃士は捕虜にしたマザランと交渉を始めた。マザランは最初は強気であったが、ダルタニャン達は、いざとなったら刺し違える覚悟であること、また太后には国庫が枯渇したと報告をしているマザランが実は莫大な隠し財産を屋敷の地下に溜め込んでいたという秘密を交渉材料にし、ダルタニャンは銃士隊長へ、ポルトスには男爵位を、フロンド派の人物たちの要求をすべて飲ませることに成功した。太后はマザランを人質にしたダルタニャンに激怒し、最初は頑として署名を拒んだものの、ダルタニャンの誠実な交渉で、ついには署名に応じた。
一方で、アトスとアラミスは、マザランと太后が批准した交渉内容をフロンド派の要人たちに認めさせることに成功し、ついには国王派とフロンド派はとりあえずの和解に合意し、フロンドの乱はひとまずの終結をみせた。太后とマザランは、改めてその実力を認めたダルタニャンとポルトスに、国王のパリ帰還では馬車の両脇を警護するように命じる。国王はパリ市民の歓呼の声に迎えられパリに帰還するが、道中では、危惧した通りフロンド派の総帥レス大司教補の命を受けた貴族の一軍と、乞食たちの一団から襲撃を受ける。ダルタニャンが襲いかかる貴族を斬り倒していくが、その中にダルタニャンの長年の友ロシュフォール伯がいた。ポルトスが乞食たちの頭目を殺し、一団は蜘蛛を散らすように逃げ去った。乞食たちの頭目は、かつてダルタニャンが愛したコンスタンスの夫ボナシューであった。

## 登場人物

### フランス

#### マザラン派
ダルタニャン
ガスコーニュ地方、タルブ生まれの40歳。『三銃士』の最後でリシュリュー枢機卿から銃士隊副隊長の位を授かってから、その職を二十年間務め続ける。吝嗇家のマザランが年俸をはかばかしく払わないため常に貧乏。宰相マザランに仕えてはいるが、銃士隊副隊長の職務として王室に忠誠を誓っているのであり、個人的にはマザランを「ピッシーナの大泥棒」とこき下ろしたりしている。実在の人物がモデルとなっている。
ポルトス・デュ・ヴァロン・ド・ブラシュー・ド・ピエールフォン
かつての三銃士の一人。銃士隊を除隊後に莫大な遺産持ちの未亡人と結婚する。その未亡人も今は亡く、広い領地と年金4万リーブルの収入で悠々自適の暮らしをしている。しかし爵位がないのを気にして、手柄を立てて男爵の位になるため、ダルタニャンに誘われてマザランに仕える事になる。
ムースクトン
ポルトスの従者。本名はボニファス。ポルトスが大富豪になったため、豪華なお仕着せを着て領民から尊敬されている。今の贅沢な暮らしから主人が冒険に出るのに難色を示す。
ジュール・マザラン
フランスの宰相にして実権を握る枢機卿。アンヌ太后の愛人。元はイタリア人だが、帰化してフランス人になった。反対派の王族や貴族を投獄し権勢を振るい、貴族、高等法院、民衆と対立している。極度の守銭奴で自邸の地下に隠し財産を蓄える。ダルタニャンと三銃士を懐柔し味方につけようとするが、不世出の傑物リシュリューを知る彼らには小物っぷりを毒づかれている。
アンヌ・ドートリッシュ
フランス太后。幼い国王ルイ14世の摂政だが、宰相マザランに懐柔されている。『三銃士』の時代から恋に弱い姿勢は変わらず、マザランを愛人にしている。
ルイ14世
フランス国王。まだ幼く、母アンヌと枢機卿マザランに実権を握られている。政情不安な中で幼少期を過ごし、マザランへの反感を育て始めている。市民が王宮へなだれ込んで来た時に寝台の脇で自分を守り続けたダルタニャンに信を置く。

#### フロンド派
アトス  （ラ・フェール伯爵）
かつての三銃士の一人。伯爵の身分を隠して銃士隊に所属していた。銃士隊を辞めたあとブロワの領地を相続し、ラ・フェール伯爵に戻る。三銃士の最年長であり、最も理知的な人物。ミレディを処刑した事に罪の意識を持ち続ける。旅先の一夜でシュヴルーズ公爵夫人と情を通じラウルをもうけ、一年後、手紙と共にシュヴルーズ公爵夫人が赤ん坊を教会に送り届けたことを知り、引き取って領地で愛情深く育てている。王権に献身と忠誠を捧げる信念を持ち、清教徒革命まっただ中のイギリスへ渡り、チャールズ1世を救出しようとする。またアトスはフロンド派だが、ラウルをフロンドの乱に巻き込まぬよう、コンデ大公軍に入れ戦地へ送り出す。
グリモー
アトスの従者で無口。アトスに命じられて、ヴァンセンヌ監獄の獄吏になり、ボールフォール公爵の脱走を手助けする。
シュヴルーズ公爵夫人
美貌の公爵夫人で宮廷や諸外国をめぐる様々な陰謀の中心人物。常に追放や亡命など冒険に彩られた人生を送る。ラウルの実母。16年前、フランスからスペインへ亡命する途中で、教会の神父（実は旅の途中のアトス）に宿を借り、出来心からアトスと知らずに誘惑する。亡命先でラウルが産まれ、教会へ手紙付きで赤ん坊を送り届ける。亡命から帰国後に赤ん坊の消息を尋ねたが、既にアトスが引き取っていた。フロンド派の中心人物。
ケティ
かつてのミレディの従者。『三銃士』後はシュヴルーズ夫人に仕える。アトスは教会でケティを見て、自分が情を交わした相手がシュヴルーズ公爵夫人と悟る。
アラミス （デルブレー神父）
かつての三銃士の一人。43歳。銃士隊除隊後にナンシーの修道院に入り、今はノワジー・ル・セックで司祭を務める。修道院の部屋は武器庫のように武器を取り揃えてあり、好戦的である。かつては「アラミス」と偽名を名乗っていたが、司祭になったため本名を名乗っている。『三銃士』ではシュヴルーズ公爵夫人の恋人、二十年後の今はロングヴィル公爵夫人の恋人である。
バザン
アラミスの従者。念願叶い、アラミスと共に僧籍に身を置きノートルダム寺院で寺男をしている。アラミスを再び銃士に誘い、現在の平穏を壊そうとするダルタニャンを恐れる。
ロングヴィル公爵夫人
アラミスの恋人。フロンド派の中心人物。
ボーフォール公
アンリ4世とガブリエル・デストレの孫で公爵。ルイ13世の崩御後に権勢を振るったが、次第に実権をマザランに奪われ、マザランと対立してヴァンセンヌ監獄に投獄される。牢獄の中でマザランを馬鹿にする歌を唄ったり、絵画を描いたりするが、脱獄してマザランに復讐することを夢見る。
ロシュフォール伯爵
亡きリシュリュー枢機卿の腹心。『三銃士』ではダルタニャンと対立するが、その後友情を深める。マザランによってバスチーユ監獄に投獄される。ダルタニャンと三銃士の活躍をマザランに進言し、その登用を勧めた人物。マザランからボーフォール公を監視する役目を言いつけられるが、恩人を裏切ることはできないと断わる。バスチーユ牢獄へ送還される途中で、プランシェによって助け出される。
プランシェ
ダルタニャンのかつての従者。従者を辞めてからは菓子屋を営んでいた。ピカルディー生まれ。マザランを快く思っていないローシュフォール卿の脱走に荷担し、フロンド派の市民兵の士官として活躍する。フロンド派のアトス、アラミスにはもちろんのこと、敵対している王室派ではあっても、かつての主人ダルタニャンには妨害は行わず、便宜を図ってくれる。
マイヤール
パリの乞食のリーダー。フロンド派の総帥レス大司教補の命令で動く。バスティーユ牢獄に6年前まで投獄されていた。かつてのボナシュー。

### その他(どちらの陣営でもない)
ラウル（ブラジュロンヌ子爵）
アトスとシュヴルーズ公爵夫人の実子。赤ん坊の時に教会に送り届けられ、アトスに引き取られてブロワの領地で愛情深く育てられる。アトスの教育の甲斐あり語学堪能、聡明で武勇に優れた申し分のない貴公子に成長する。隣の領地に住む幼馴染のルイズに淡い恋をしているが、アトスは賛成していない。自分がアトスとシュヴルーズ公爵夫人の実子ということは知らない。シュヴルーズ夫人の推薦で、コンデ大公軍に入り、国境へ出兵し、モードントがリールの首切り役人を暗殺した場に偶然居合わせる。
ルイズ・ド・ラ・ヴァリエール
ラウルの隣の領地に住む幼馴染。ラウルと幼いながらに恋をしている。

リールの首切り役人
『三銃士』にてミレディーを私刑に処したことを後悔している。命尽きる前に修道僧に扮したモードントに懺悔をする。

マドレーヌ
ダルタニャンの下宿先、チクトンヌ街「牝鹿亭」の女将。25〜26才の生き生きとした美女。ダルタニャンにぞっこん惚れて深い関係になり、夫は出奔した。ダルタニャンに結婚してくれとせまるがダルタニャンは承知しない。ダルタニャンが出陣した後、スイス兵と懇ろになり同居。しかし帰還したダルタニャンがスイス兵を決闘で叩き出し、惚れ直してヨリを戻した。

### イングランド

#### 議会派
オリバー・クロムウェル
イングランド議会派の長であり護国卿。チャールズ1世と敵対する。
モードント
クロムウェルの忠実な部下。『三銃士』のミレディーとウィンター卿の実弟の間に産まれた息子。家督を継げず、無一文で投げ出したウィンター卿を恨む。後にリールの首切り役人により、母の死の真相を知り、ダルタニャン、三銃士、ウィンター卿への復讐を誓う。

#### 王党派
チャールズ1世
イングランド国王。清教徒革命が起こり内戦状態となったイングランドでクロムウェルの軍と戦うが、4銃士の奮闘もむなしく捕らえられ、断頭台の露と消える。
ウィンター卿
チャールズ1世に仕える忠臣。ミレディの亡夫の兄でモードントの叔父。フランスのアンリエット王妃のもとへチャールズ１世の苦境を知らせに来て、アトス・アラミスと出会い、共にチャールズ１世を救うべく内戦のイングランドへ渡る。

## 日本語訳
第一部『三銃士』とは違い、第二部『二十年後』の日本語訳は鈴木力衛訳のみ。
復刊ドットコムにて再版。詳しくは「ダルタニャン物語#日本語版について」も参照。
- 『ダルタニャン物語』 講談社文庫 全11巻　絶版、※初版は講談社の単行本、1968－1969年
- 『ダルタニャン物語』 復刊ドットコム 全11巻。※講談社文庫を一部表記修正した選書版（新版2011年）

※第二部『二十年後』は三部構成、第3巻『我は王軍、友は叛軍』、第4巻『謎の修道僧』、第5巻『復讐鬼』。